# بیمارستان روان‌پزشکی آزادی
بیمارستان روانپزشکی آزادی یک بیمارستان در زمینه روان‌پزشکی در تهران است. این بیمارستان در سال ۱۳۹۱ به دست عوامل شهرداری تخریب شد و پروژه پل طبقاتی جناح تأسیس گردید که تمام این بیمارستان در این طرح از بین رفت و در حال حاضر استقرار بیمارستان در محل جدید محل از طریق قضایی در حال پیگیری است.

## تاریخچه
این بیمارستان پس از یک انگیزه چندین ساله که از شروع همکاری مؤسس آن  دکتر  حسین فوده با دکتر عبدالحسین میرسپاسی و دکتر حسین رضاعی در آسایشگاه دکتر رضاعی به وجود آمده بود، فعالیت خود را در سال ۱۳۶۴ آغاز نمود و پس از آن دامنه فعالیت خود را به صورت کمی و کیفی گسترش داد.

## امکانات
این بیمارستان در باغی مشجر به مساحت حدود ۴۰۰۰ متر مربع در تقاطع بزرگراه‌های شیخ فضل‌الله نوری و محمد علی جناح واقع است. بیمارستان شامل ۳ بخش مردانه و ۲ بخش زنانه بوده و پذیرای ۱۲۰ بیمار است. 
 دانشجویان رشته روانشناسی بالینی بسیاری از مراکز آموزش عالی دوره کاروزی خود را در این بیمارستان می‌گذرانند.
پرونده بیماران این مرکز پس از تعطیلی به مطبهای  دکتر حسین فوده واقع در بلوار اندرزگو ، بن بست سالاری ،پلاک ۱۲ ، طبقه ۴ و همچنین قائم مقام فراهانی ، روبروی تهران کلینیک ، کوچه ششم ، ساختمان رازی ، روبروی بیمارستان تهران کلینیک انتقال یافته‌است.